# Prochoreutis myllerana
Prochoreutis myllerana — вид лускокрилих комах родини хореутид (Choreutidae).

## Поширення
Вид поширений в Європі та Північній Азії на схід до японського острова Хокайдо. Присутній у фауні України.

## Опис
Розмах крил сягає 10-14 мм. Передні крила строкато коричневі із темно-коричневою серединною фасцією з білим напиленням. Ці молі характеризуються чотирма білими крапками у верхній частині крил.

## Спосіб життя
Імаго з травня до початку вересня. Буває три покоління на рік. Личинки харчуються шоломницею звичайною (Scutellaria galericulata) та шоломницею малою (Scutellaria minor). Молоді личинки мінують нижнє листя рослини-господаря, старші личинки живуть вільно серед листя. Лялечка утворюється в щільному білому коконі веретеноподібної форми (завдовжки близько 10 мм), у складеному листі.